# Historia de la psicología social
Nacida a finales del siglo XIX, se considera a la Psicología Social como una ciencia nueva. Una recorrida por su pasado nos permitirá tener un panorama general que resulta imprescindible para un aceptable conocimiento de la misma.
A grandes rasgos la psicología social se encarga de estudiar las relaciones entre el individuo y la sociedad. Es decir, se interesa por explicar y comprender la interacción entre personas y grupos, producida en la vida social.A su vez, la vida social se entiende como un sistema de interacción, con mecanismos y procesos de comunicación particulares, donde las necesidades de unos y otros crean normas explícitas e implícitas, así como sentidos y estructuración de relaciones, comportamientos y conflictos (Baró, 1990).
Dichos objetos de estudio podrían rastrearse desde las tradiciones filosóficas más clásicas, pues el interés por comprender la dinámica grupal en relación con la individual ha estado presente incluso antes de la época moderna.

## Cronología[1]
En 1875 fundación del primer laboratorio de demostración de psicología por William James en la Universidad de Harvard ESTADOS UNIDOS
En 1879 Se fundó el primer laboratorio de psicología experimental en la ciudad de Leipzig (Alemania) por Wilhelm Wundt quien, entre 1900 y 1920, escribió diez tomos de la Psicología de los Pueblos.

### 1897
Primer experimento de Psicología Social: Norman Triplett examinó los registros oficiales de las carreras de bicicletas y observó que la velocidad máxima de los ciclistas era aproximadamente 20 por ciento mayor cuando competían con otros que cuando corrían solos. 

### 1908
Aparece el primer manual de Psicología Social, del sociólogo E. A. Ross  que llevaba el título Social Psychology. Ross afirmaba que la conducta social era causada por imitación o sugestión.
Y también aparece el libro del psicólogo William McDougall, Introduction to social psychology. McDougall señalaba que la conducta es el resultado de los instintos.

### 1929
Publicación de “La medición de actitudes” de Thurstone y Chave

### 1935
Fundación del primer instituto de sondeo de la opinión pública
Kurt Lewin: (padre de la psicología social) la Psicología Social empieza a contemplar la investigación como medio para verificar teorías generales del comportamiento, más que como estudio de fenómenos independientes e inconexos.

### 1936
Se funda la Sociedad para el Estudio Psicológico de Temas Sociales (SPSSI)

### 1954
Publicación de “Resolución de los Conflictos Sociales” de Lewin..

### Década de 1950
Las atrocidades de la Segunda Guerra Mundial estimulan estudios importantes sobre la conformidad (Asch, 1956) y la obediencia (Milgram, 1965)

### 1957
Aparición de la teoría de la disonancia cognitiva. Leon Festinger comenzó preguntándose cómo se evalúan las personas, incluyendo actitudes, empeños y conducta. Afirmó luego que las personas luchan por ser congruentes en sus cogniciones y sus acciones.

### Década de 1960
Inicio de los estudios del proceso de atribución: ¿Cómo percibe e interpreta el individuo los hechos sociales? (Kelley, 1967 y Davis, 1965). El proceso de atribución atrapó la imaginación de los psicólogos sociales y se aplicó a la explicación de las emociones, la evaluación personal y la percepción del otro.

### Década de 1970
La Psicología Social expande sus horizontes: se funda la Asociación Europea de Psicología Experimental y, más tarde, la Asociación Asiática de Psicología Social. la psicología se expande más allá de lo previsto

### 1972
Publicación de la primera edición de “Prejuicio y racismo” de James Jones.

### 1973
Se publica el artículo Social Psychology as History de Kenneth J. Gergen (en el Journal of Personality and Social Psychology) donde propuso que la Psicología Social debía de ser, ante todo, una indagación histórica. El artículo abrió un largo debate sobre la crisis de la Psicología Social.

### Década de 1980
Nuevo interés de la investigación en la cognición social (cómo procesamos y percibimos la información). Nuevos adelantos en la metodología: metaanálisis, psicofisiología, estudios de diarios)...

### Década de 1990
Mayor interés de la influencia de la cultura en el comportamiento. Nuevos objetivos de investigación en los temas sociales del momento (Prevención del VIH/SIDA, relaciones entre grupos étnicos, identidad sexual, pena de muerte)

### 1993
J.T. Cacioppo y sus colaboradores utilizan refinadas técnicas de registro neuronal para medir actitudes.

## Tres etapas en el estudio de la conducta social
Edwin Hollander escribió: 

El conocimiento que hoy poseemos acerca de la conducta social fue adquirido a través de tres etapas diferenciadas, cada una de las cuales se sumó a la siguiente, de manera que todas han quedado incorporadas en la labor contemporánea. Cronológicamente, la primera de estas tres etapas es la filosofía social, cuyos orígenes se remontan a la antigüedad. Caracterizada por la conjetura y la especulación, casi siempre basada exclusivamente sobre la autoridad o la razón, en general careció de todo tipo de acopio sistemático  de información fáctica. El método «racionalista» empleado en los primeros esfuerzos científicos ejemplifica un rasgo peculiar del enfoque filosófico tradicional: la confianza en el poder del pensamiento, al margen de los datos plausibles de la prueba. 

La etapa siguiente, que se inició en el siglo XIX, es la denominada empirismo social. Representa el progreso hacia una descripción más completa de los atributos humanos y las condiciones de la sociedad humana. En general, se caracteriza por una sistemática recolección de datos, que trasciende la conjetura, aunque indudablemente puede estar –y a menudo lo está- orientada por ella. Los simples procedimientos de encuesta, destinados a indicar cuántas personas se proponen votar de uno u otro modo, sin indagar el «porqué» de tal intención, constituyen en la actualidad, un ejemplo de empirismo social. 

El empirismo social sirve de base para la siguiente etapa, el análisis social, una conquista del siglo XX, en la que hace dominante hincapié la psicología social contemporánea; implica un análisis más agudo de las relaciones subyacentes, tendiente a la comprobación  y la formulación de la teoría. Si bien la palabra «análisis» puede poseer varios significados, entre ellos algunos aplicables a la filosofía,  en nuestro caso alude, específicamente, a la búsqueda de relaciones causales mediante el estudio de los datos recopilados en la investigación empírica sistemática. El rasgo fundamental de este enfoque consiste en trascender los simples datos descriptivos para alcanzar el nivel de la verificación de las relaciones entre variables; esta búsqueda incluye a menudo una experimentación cuyo propósito es determinar la validez de las relaciones postuladas por las teorías ”

.

## Objetivos iniciales
Es oportuno mencionar los lineamientos generales para la Psicología Social propuestos por uno de sus fundadores, William McDougall, quien escribió:
“En tanto piensa y obra como miembro de una sociedad, el pensamiento y la acción de cada hombre son muy distintos de su pensamiento y de su acción como individuo aislado”.
“Consideraremos más de cerca qué implica esta proposición. Pero debemos señalar antes que si reconocemos la existencia de mentes colectivas, el trabajo de la Psicología Social clasifícase bajo tres rótulos:
Primero: el estudio de los principios generales de la psicología colectiva, es decir, el estudio de los principios generales del pensamiento, del sentimiento y de la acción colectivos, en tanto son ejecutados por los hombres en grupos sociales.
Segundo: dados ya los principios generales de la psicología colectiva, resta establecer el estudio de las particularidades del comportamiento colectivo y de la vida mental de determinadas sociedades.
Tercero: frente a la vida mental de cualquier sociedad con sus miembros relacionados social y orgánicamente entre sí, la Psicología Social tiene que describir cómo cada nuevo miembro que se incorpora a la sociedad va moldeándose según las pautas tradicionales de pensar, sentir y hacer, hasta que deviene apto para desempeñar su papel como miembro de la misma y su influencia contribuye a la vida mental colectiva”
Una vez establecidos los objetivos generales, McDougall enuncia los aspectos relevantes que establecen el comportamiento social del individuo, por lo que escribe en el libro citado:
“Debemos reconocer que el razonamiento lógico solo influye en forma secundaria y ocasional en el desarrollo de ambos aspectos mentales, cognoscitivo y conativo, y que los procesos por los cuales la sociedad obra sobre la mente en desarrollo en cada momento de su vigilia son de muy diferente índole. Tales procesos pueden clasificarse bajo tres grandes rubros: sugestión, simpatía e imitación.
Por sugestión queremos significar el proceso en virtud del cual las creencias son inducidas o comunicadas al sujeto independientemente de todo razonamiento lógico con respecto a una conclusión. Nos inclinamos a aceptar sin discusión las creencias que hallamos establecidas en nuestros semejantes. A esta tendencia debemos la mayor parte de las creencias que integran nuestro equipo de trabajo intelectual. Aun cuando razonamos con la más estricta lógica, comúnmente lo hacemos utilizando como premisas creencias adquiridas en esta forma irracional.
Por simpatía entendemos la tendencia a experimentar, frente a un mismo objeto, iguales emociones e impulsos que los revelados por el comportamiento de nuestros semejantes. Por obra de este principio, el conjunto de nuestros impulsos es regulado y acomodado a la tradición moral, o sea, que el desarrollo de nuestros sentimientos morales hállase dirigido.
Por imitación queremos significar la tendencia a dirigir en detalle los movimientos corporales a los cuales nos incitan nuestros impulsos con arreglo al modelo establecido por nuestros semejantes; tendencia que si bien no carece de importancia, tiene menor influencia que las mencionadas antes”.
A continuación agrega McDougall:
“La principal tarea de una de las ramas de la Psicología Social consiste en elucidar la sutil actividad de estos principios. Para nosotros bastará con indicar la índole de dicha tarea y apuntar que ya se ha logrado algún progreso en ese sentido.
Al estudiar los principios de la psicología colectiva, hemos de comenzar con las más simples formas de asociación humana y animal; pues aunque corresponde anotar que solo los grupos humanos más altamente desarrollados manifiestan una mente colectiva, también los grupos de bajo nivel de organización exhiben en forma relativamente simple los modos de influencia recíproca entre grupo e individuo esenciales para la existencia de la mente colectiva”.

## Introducción de la actitud
El concepto de actitud aparece en la psicología social debido a su empleo tanto por psicólogos como por sociólogos. Maurice Reuchlin escribió:
“La noción de actitud es la más antigua y mejor asimilada de esas formas del pensamiento, es decir, de la utilización de modelos. Adoptar una actitud es prepararse a actuar en cierto sentido. En psicología la noción se utilizó al principio con respecto a las actitudes corporales, refiriéndose a cierto estado de tensión de los músculos. Se aclaró el papel desempeñado por esas actitudes motrices en la percepción (Lange, 1888), en la atención (Munsterberg, 1889), en la conciencia (Feré, 1890). Se demostró luego que esas mismas actitudes constituyen un medio de comprender a los demás (Raldwin, 1895); Giddings, 1896, etc.).
La generalización de esta noción y su transposición a la psicología social se deben a W.J.Thomas y F. Znaniecki que publicaron en 1918: The polish peasant in Europe and America. La actitud ya no era una preparación motriz para la acción. Era un estado del espíritu que inclinaba a una persona a formular cierta opinión o a obrar de cierta manera con respecto a un objeto social (tal como el dinero, los extranjeros, determinada teoría, etc.). Por supuesto que la ampliación del concepto implicó grandes dificultades para definirlo con precisión: Allport, en 1935, examinó dieciséis definiciones diferentes, y Nelson, en 1939, veintitrés. A pesar de esta dificultad, el éxito alcanzado por esta noción fue considerable.
Tiene el doble aspecto, individual y colectivo, que responde a la naturaleza general de los problemas de la psicología social y, además, se presta mediante técnicas que mencionamos, para la expresión numérica y el tratamiento estadístico, cuya necesidad tiende a imponerse aquí lo mismo que en los otros aspectos de la psicología. De manera que Thomas y Znaniecki parecen tener razón en gran parte cuando definen la totalidad de la psicología social como el estudio científico de las actitudes”.
En la actualidad, podemos sintetizar el concepto de actitud mediante una breve expresión matemática:
Respuesta (Acción) = Actitud x Estímulo
Podemos identificar estos elementos en la expresión anterior de Maurice Reuchlin: “Era un estado del espíritu (actitud) que inclinaba a una persona a formular cierta opinión o a obrar de cierta manera (respuesta) con respecto a un objeto social, tal como el dinero, los extranjeros, determinada teoría, etc. (estímulo)”.

## Errores metodológicos
En el desarrollo histórico de toda ciencia pueden advertirse errores que limitan su crecimiento. Teniendo en cuenta las etapas mencionadas por Edwin Hollander, puede decirse que no es conveniente continuar exclusivamente con los lineamientos básicos de la filosofía social o del empirismo social, sino que conviene adoptar decididamente el método de la ciencia experimental. Pero tal método no consiste solamente en encontrar hechos observables y cuantificables que permitan establecer vínculos causales entre las variables intervinientes, ya que es necesario, además, encontrar principios básicos, reducidos en su cantidad, que permitan deducir la mayor parte de los fenómenos descriptos. Esto no es otra cosa que una teoría axiomática, que posibilita la organización del conocimiento en una forma adecuada para el pensamiento del investigador y para su posterior difusión al resto de la sociedad.
Respecto de la psicología social y las investigaciones realizadas algunas décadas atrás, Solomon Asch escribió:

El progreso de las ciencias naturales es condición indispensable para una psicología vigorosa, pero su preeminencia  incuestionable ha ejercido también un efecto perturbador sobre la disciplina recién surgida. En su ansiedad por ser científicos, los estudiosos de la psicología imitaban a menudo las formas modernas de ciencias de larga trayectoria, ignorando, al mismo tiempo, los pasos que dieron estas ciencias cuando jóvenes. Por ejemplo, han bregado por emular la exactitud cuantitativa de las ciencias naturales, sin indagar si su propio tema estaba, en todos los casos, maduro para tal tratamiento, ni advertir que el tiempo no se apura moviendo las agujas del reloj.

Debido a que los físicos no pueden hablar con las estrellas o con la corriente eléctrica, los psicólogos han vacilado muchas veces en hacerlo con los sujetos humanos. O han tomado como modelo algunos hechos escogidos de la biología, con la esperanza de derivar un estudio científico del hombre de los estudios de los organismos inferiores. Hay psicólogos que admitirían prestamente la realidad de la conciencia o de un sentido del honor si pudieran certificar su presencia en bueyes y gallinas. Tienden a hablar simultáneamente de ratas y de hombres sin reconocer con claridad que el tópico de la conversación ha cambiado.
Con tales presiones es fácil ignorar grandes acontecimientos e incapacitarse para abordar lo más sorprendente del tema. Surge la tentación de permitir que técnicas llamadas científicas gobiernen el pensamiento y determinen el grado de interés de cada punto. Aparece entonces el hombre, en deformadas estimaciones, como un animal degenerado o como una agrupación de recursos mecánicos.
Al observar estas distorsiones hay quienes están demasiado dispuestos a concluir que la ciencia aplicada al hombre comporta una incurable superficialidad y que es, al respecto, insufriblemente torpe. Por fortuna, no hay necesidad de equiparar la actitud de la ciencia con la estrechez o la falta de sensibilidad; no es necesario disolver la psicología recién nacida en la tina de la ciencia. Si han de existir principios de método científico, seguramente lo primero en reclamar nuestra atención deberá ser la fiel descripción de los fenómenos y el permitirles guiar la elección de los problemas y procedimientos.